# Hohezorn
Hohezorn (oberfränkisch: Hohe-dsoan) ist ein Gemeindeteil des Marktes Thurnau im Landkreis Kulmbach (Oberfranken, Bayern). Hohezorn liegt in der Gemarkung Berndorf.

## Geographie
Westlich der Einöde befindet sich Acker- und Grünland, an das sich die bewaldeten Erhebungen Klinge und Reitersberg anschließen. Unmittelbar südlich verläuft die Bundesautobahn 70. Ein Anliegerweg führt direkt zur Kreisstraße KU 8, die unmittelbar nordöstlich nach Thurnau zur Staatsstraße 2689 bzw. südwestlich nach Berndorf verläuft.

## Geschichte
Der Ort wurde 1526 als „Hoenzorn“ erstmals urkundlich erwähnt. Das Grundwort ist wahrscheinlich zorn (ahd. für Rasen, Rodeland), die Bedeutung des Bestimmungswortes in ungeklärt. 1684 wurde der Ort „Hohenzorn“ genannt, das Bestimmungswort wurde also als Richtungsangabe gedeutet.
Gegen Ende des 18. Jahrhunderts bestand Hohezorn aus einem Anwesen. Das Hochgericht sowie die Grundherrschaft über das Häuslein hatte das Giech’sche Amt Thurnau.
Von 1797 bis 1810 unterstand der Ort dem Patrimonialgericht Thurnau. Mit dem Gemeindeedikt wurde Hohezorn 1811 dem Steuerdistrikt Limmersdorf und 1818 der Ruralgemeinde Berndorf zugewiesen. Am 1. Januar 1972 wurde Hohezorn im Zuge der Gebietsreform in Bayern in den Markt Thurnau eingegliedert.

### Einwohnerentwicklung
| Jahr      | 001818 | 001861 | 001871 | 001885 | 001900 | 001925 | 001950 | 001961 | 001970 | 001987 |
| Einwohner |        | 9      | 6      | 7      | 6      | 8      | 12     | 6      | 5      | 4      |
| Häuser    | 1      |        |        | 1      | 1      | 1      | 1      | 1      |        | 1      |
| Quelle    | [ 8 ]  | [ 11 ] | [ 12 ] | [ 13 ] | [ 14 ] | [ 15 ] | [ 16 ] | [ 17 ] | [ 18 ] | [ 1 ]  |

## Religion
Der Ort ist seit der Reformation evangelisch-lutherisch geprägt und nach Friedenskirche (Berndorf) gepfarrt.